# Посольство Украины в Германии
Посольство Украины в Германии (укр. Посольство України в Німеччині) — дипломатическая миссия Украины в Германии, расположенная в Берлине.

## Здание посольства
Штаб-квартира бывшего административного здания муниципального газа работает в Берлин — Митте. Сооружено здание в 1910 году по проекту известного немецкого архитектора Людвига Хофмана. Здание перестраивалось в 1992 году. В настоящее время здание посольства входит в список культурного наследия как часть архитектурного ансамбля города Фридриха Вильгельма.

## История посольства 1918—1923 годов
Украинская Народная Республика, которая 9 февраля 1918 года была признана Германской империей как самостоятельная и независимая страна, приобрела помещение под посольство по адресу: Берлин НВ 40, Кронпринценуфер, 10.
17 марта 1918 года УНР направила в Берлин временного представителя УНР в Германском государстве Александра Севрюка.
17 мая 1918 года Правительство Украинского Государства обязало Александра Севрюка передать все дела первому секретарю посольства Емельяну Козию. 1 июля 1918 года в Берлин прибыл первый посол Украинского Государства в Немецкой империи барон Федор Штейнгель. 11 февраля 1919 года после восстановления Украинской Народной Республики послом УНР в Берлине стал Николай Порш. После его отставки с 16 марта 1921 поверенным по делам УНР стал Роман Смаль-Стоцкий, который с 9 апреля 1921 был в ранге посла.
В январе 1923 года полицай-президент Берлина сообщает послу УНР Романа Смаль-Стоцкого о признании Немецким Государством Украинской ССР и предлагает ему покинуть помещение посольства. А 6 февраля 1923 года, не дожидаясь решения судебных органов, посольство УНР в Берлине было закрыто.

## Структура посольства
- Посол
- Советник-посланник
- Советник
- Первый секретарь
- Третий секретарь
- Атташе
- Отделение Посольства Украины в Бонне
- Торгово-экономическая миссия
- Руководитель ТЕМ, Советник-посланник
- Заместитель руководителя ТЕМ, секретарь
- Эксперт ТЕМ
- Военный атташе
- Атташе по вопросам обороны
- Военный атташе
- Военно-воздушный, военно-морской атташе

### Консульский отдел Посольства Украины в ФРГ
Компетенция консульского отдела распространяется на федеральные земли: Берлин, Бранденбург, Саксония-Ангальт, Саксония, Тюрингия, Мекленбург — Передняя Померания.

### Отделение Посольства Украины в Бонне
Руководитель отделения Посольства

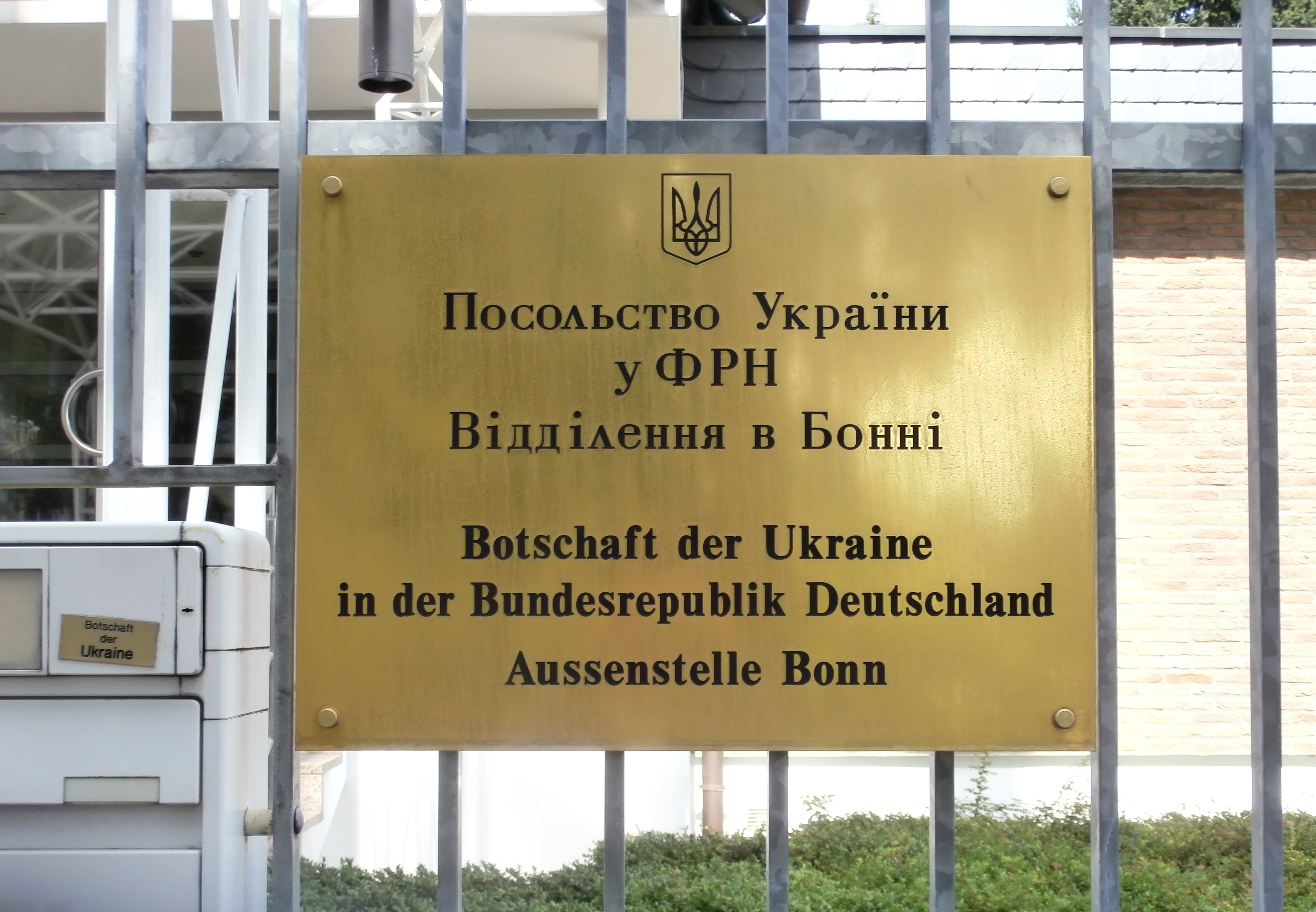
Отделение Посольства Украины в Бонне

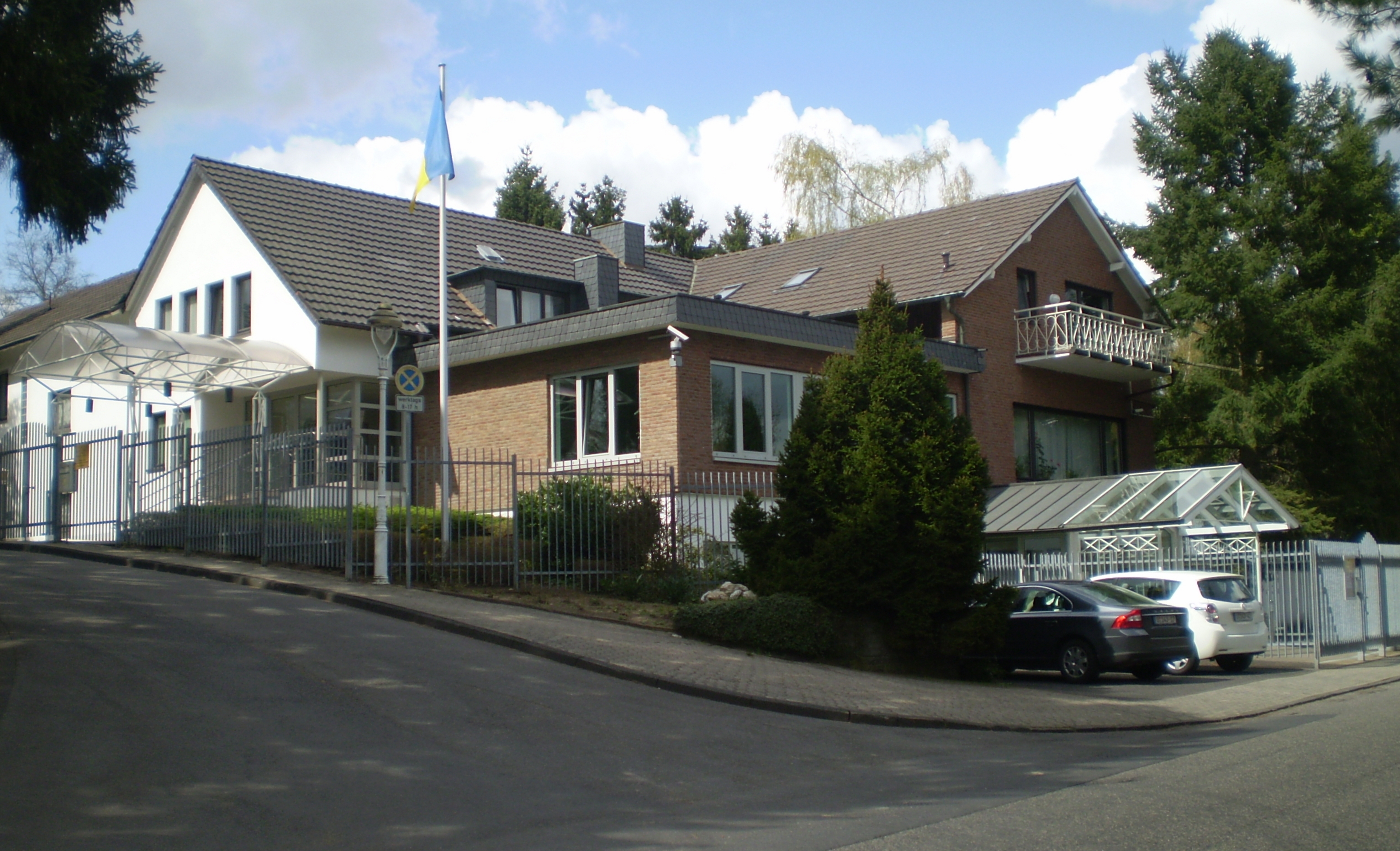
Отделение Посольства Украины в Бонне

- Новоселов Александр Борисович (1999—2000)
- Соколовский Богдан Иванович (2000—2001)
- Ильницкий Анатолий Валерьянович
- Баран Ярослав Владимирович
- Егоров Владислав Евгеньевич (2013—2015)

### Генеральное консульство Украины в Дюссельдорфе
Компетенция распространяется на федеральные земли: Северный Рейн-Вестфалия. Генеральный консул Украины с 2015 года.
- Егоров Владислав Евгеньевич (с 2015)

### Генеральное консульство Украины во Франкфурте-на-Майне

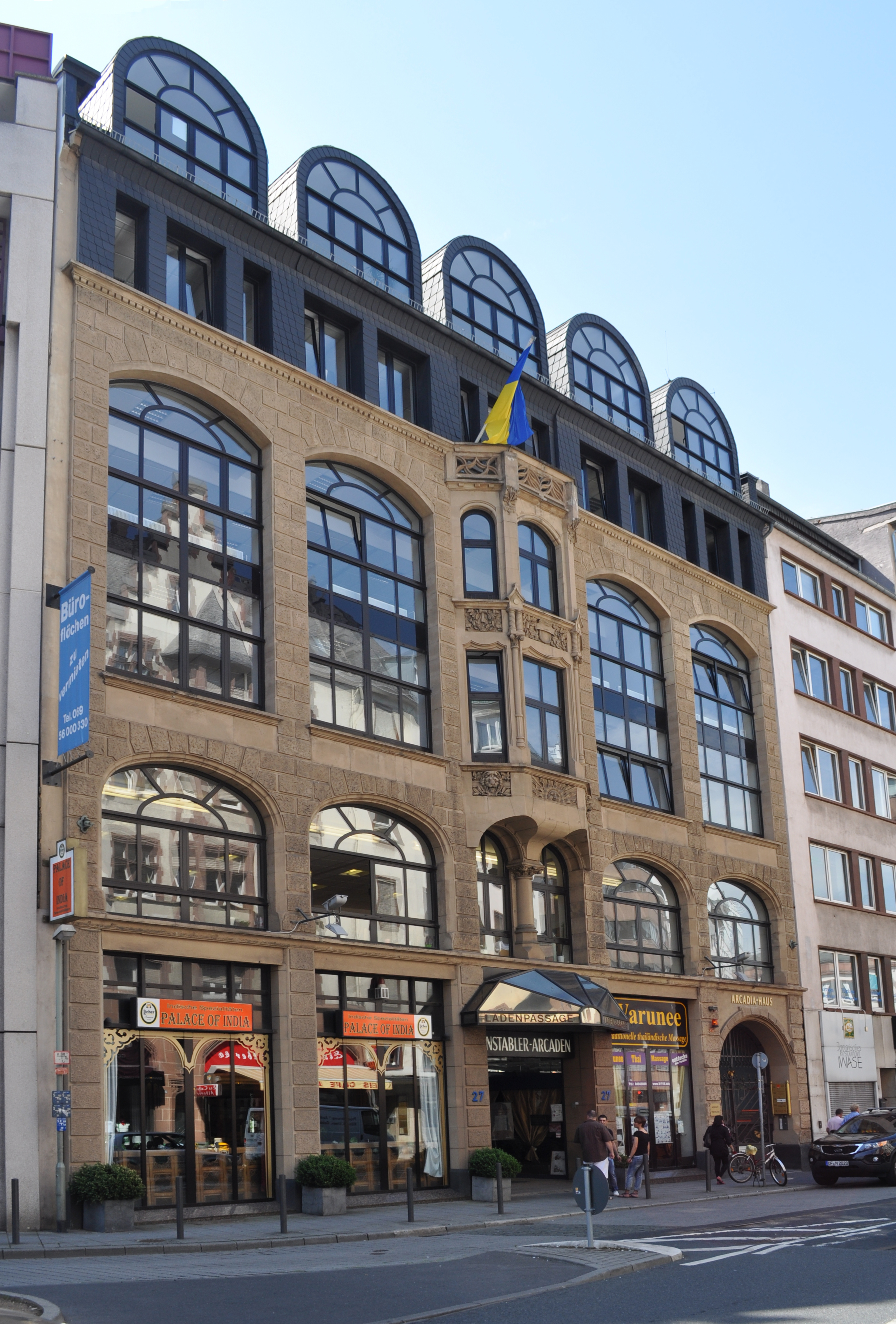
Генконсульство Украины во Франкфурте-на-Майне

Компетенция распространяется на федеральные земли: Рейнланд-Пфальц, Саар, Гессен. Генеральный консул Украины с 2002 года.
- Ярмилко Юрий Анатольевич (2002—2006)
- Новоселов Александр Борисович (2007—2010)
- Черниюк Альберт Владимирович (2010—2014)
- Полевая Алла Валентиновна (2014—)

### Генеральное консульство Украины в Гамбурге

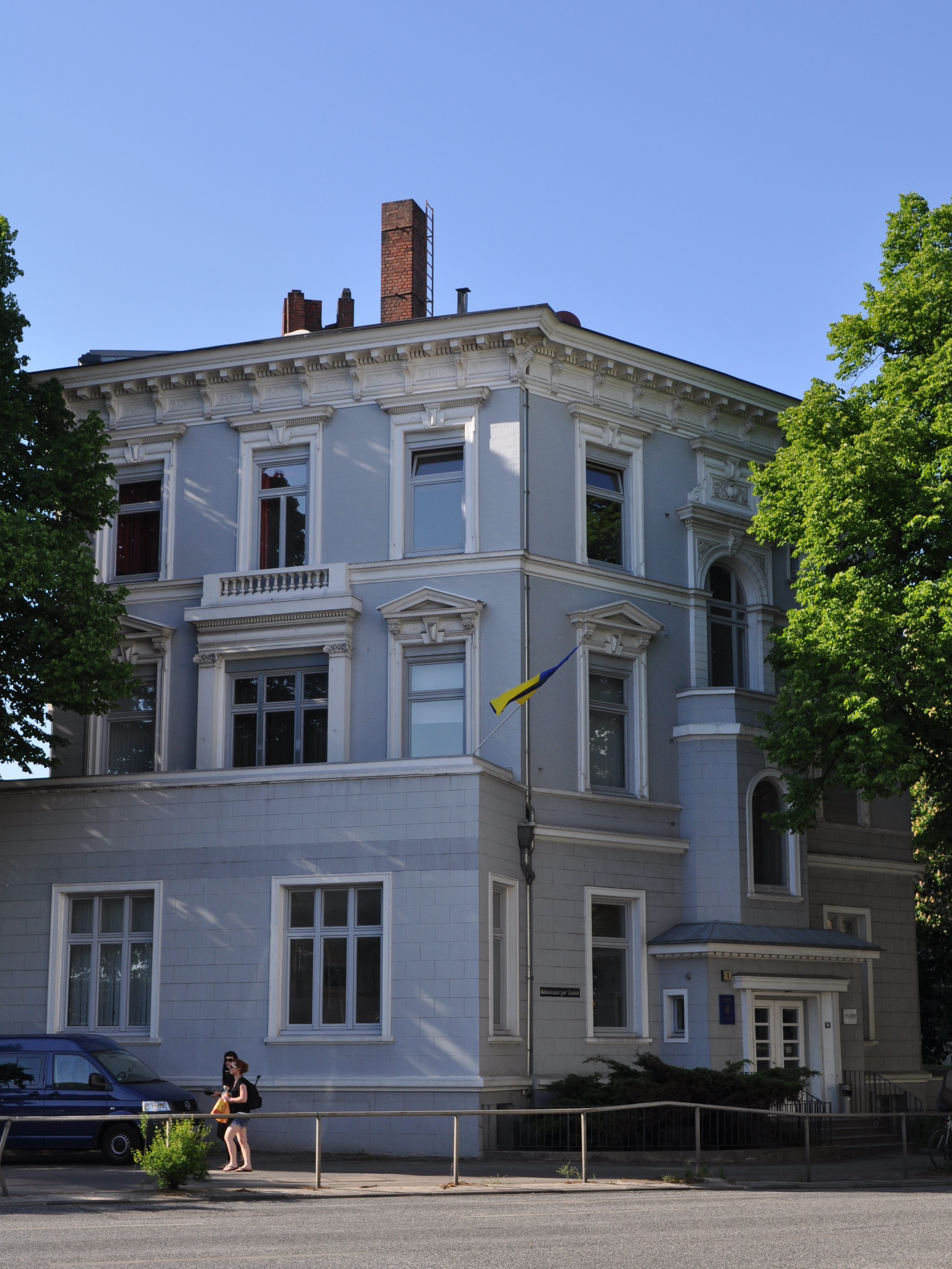
Генконсульство Украины в Гамбурге

Компетенция распространяется на федеральные земли: Шлезвиг-Гольштейн, Гамбург, Бремен, Нижняя Саксония.
Генеральный консул Украины с 2002 года.
- Лазуто Юрий Кириллович (2002—2007)
- Мельник Андрей Ярославович (2007—2012)
- Ярмилко Юрий Анатольевич (2012—2015)
- Тарасюк Оксана Борисовна (2015—)

### Генеральное консульство Украины в Мюнхене
Компетенция распространяется на федеральные земли: Бавария, Баден-Вюртемберг. Генеральный консул Украины 1918—1919 гг., .
- Оренчук Василий Яковлевич (1918—1919)
- Пономаренко Анатолий Георгиевич (1992—1994)
- Хоружий Григорий Фокович (1995—1998)
- Косых Георгий Евгеньевич (1998—2002)
- Степанов Валерий Анатольевич (2002—2007)
- Ярмилко Юрий Анатольевич (2007—2012)
- Костюк Вадим Валентинович (2012—2017)
- Ярмилко Юрий Анатольевич (2017—)

## Руководители дипломатической миссии
| N    | Страна  | Посол                                    | Изображение | Информация                                |
| ---- | ------- | ---------------------------------------- | ----------- | ----------------------------------------- |
| т.п. | Украина | Севрюк, Александр Александрович          |             | (1918) Временный поверенный               |
| т.п. | Украина | Козий Емельян                            |             | (1918) Временный поверенный               |
| 1    | Украина | Штейнгель, Фёдор Рудольфович             |             | (1918) Посол                              |
| 2    | Украина | Порш, Николай Владимирович               |             | (1918—1920) Посол                         |
| 3    | Украина | Смаль-Стоцкий, Роман Степанович          |             | (1920—1923) Посол                         |
| т.п. | Украина | Василько, Николай Николаевич             |             | (1923) Временный поверенный               |
| 4    | УССР    | Ауссем, Владимир Христианович            |             | (1921—1923) Представник                   |
| т.п. | УССР    | Богомолов, Дмитрий Васильевич (дипломат) |             | (1923) Временный поверенный               |
| 5    | Украина | Песковой Иван Николаевич                 |             | (6 марта 1992 — 7 июня 1994) Посол        |
| 6    | Украина | Костенко, Юрий Васильевич                |             | (28 декабря 1994 — 2 сентября 1997) Посол |
| 7    | Украина | Пономаренко Анатолий Георгиевич          |             | (2 сентября 1997 — 26 ноября 2003) Посол  |
| 8    | Украина | Фареник Сергей Анатольевич               |             | (28 ноября 2003 — 26 июля 2005) Посол     |
| т.п. | Украина | Балтажи, Николай Фёдорович               |             | (2005) Временный поверенный               |
| 9    | Украина | Долгов Игорь Алексеевич                  |             | (9 декабря 2005 — 4 апреля 2008) Посол    |
| т.п. | Украина | Чорнобрывко Евгений Николаевич           |             | (2008) Временный поверенный               |
| 10   | Украина | Зарудная Наталия Николаевна              |             | (4 сентября 2008 — 16 декабря 2011) Посол |
| т.п. | Украина | Химинец Василий Васильевич               |             | (2011—2012) Временный поверенный          |
| 11   | Украина | Климкин, Павел Анатольевич               |             | (22 июня 2012 — 19 июня 2014) Посол       |
| т.п. | Украина | Химинец Василий Васильевич               |             | (2014) Временный поверенный               |
| 12   | Украина | Мельник, Андрей Ярославович              |             | (19 декабря 2014 — 9 июля 2022) Посол     |
| 13   | Украина | Макеев, Алексей Сергеевич                |             | (с 23 сентября 2022) Посол                |